# Епархия Лурина
Епархия Лурина (лат. Dioecesis Lurinensis) — епархия Римско-Католической церкви с центром в городе Лурин, Перу. Епархия Карабайльо входит в митрополию Лимы. Кафедральным собором епархии Лурина является церковь святого Петра.

## История
14 декабря 1996 года Римский папа Иоанн Павел II издал буллабуллу «Quo fructuosius», которой учредил епархию Лурина, выделив её из Архиепархия Лимыархиепархии Лимы. 28 декабря 1998 года в Лурине была открыта епархиальная семинария святого Иоанна Боско.

## Ординарии епархии
- епископ José Ramón Gurruchaga Ezama (14.12.1996 — 17.06.2006)
- епископ Carlos García Camader (17.06.2006 — по настоящее время)

## Источник
- Annuario Pontificio, Ватикан, 2007
- Булла Quo fructuosius  (лат.)